# Championnat de Thaïlande de football 2002-2003
Navigation
Saison précédente Saison suivante
La saison 2002-2003 du Championnat de Thaïlande de football est la 7e édition du championnat de première division en Thaïlande. Les dix meilleurs clubs du pays sont regroupés au sein d'une poule unique, la Thai Premier League, où ils s'affrontent deux fois au cours de la saison, à domicile et à l'extérieur. En fin de saison, les deux derniers du classement sont relégués et remplacés par les deux meilleurs clubs de Thai Division 1 League, la deuxième division thaïlandaise, tandis que le 8e affronte le 3e de D2 en barrage de promotion-relégation.
C'est le club de Krung Thai Bank qui remporte le championnat après avoir terminé en tête du classement, avec un seul point d'avance sur le double tenant du titre, BEC Tero Sasana et trois sur Port Authority of Thailand. C'est le tout premier titre de champion de Thaïlande de l'histoire du club.
Les deux premiers du championnat obtiennent leur billet pour la prochaine Ligue des champions de l'AFC.

## Les clubs participants
| - Bangkok Bank FC - Port Authority of Thailand FC - Royal Thai Air Force FC - Osotsapa M-150 - Krung Thai Bank | - BEC Tero Sasana - Sinthana FC - Thailand Tobacco Monopoly - Bangkok Christian College FC - Promu de D2 - TOT FC |

## Compétition

### Classement
Le barème utilisé pour établir le classement est le suivant :
- Victoire : 3 points
- Match nul : 1 point
- Défaite : 0 point

| Rang | Équipe                           | Pts | J  | G  | N  | P  | Bp | Bc | Diff |
| ---- | -------------------------------- | --- | -- | -- | -- | -- | -- | -- | ---- |
| 1    | Krung Thai Bank                  | 36  | 18 | 10 | 6  | 2  | 29 | 15 | +14  |
| 2    | BEC Tero Sasana (T)              | 35  | 18 | 10 | 5  | 3  | 31 | 11 | +20  |
| 3    | Port Authority of Thailand       | 33  | 18 | 10 | 3  | 5  | 25 | 19 | +6   |
| 4    | Bangkok Bank FC                  | 28  | 18 | 6  | 10 | 2  | 31 | 26 | +5   |
| 5    | Royal Thai Air Force FC          | 23  | 18 | 7  | 2  | 9  | 26 | 29 | -3   |
| 6    | Osotsapa M-150                   | 23  | 18 | 5  | 8  | 5  | 19 | 17 | +2   |
| 7    | Sinthana FC                      | 22  | 18 | 4  | 10 | 4  | 21 | 23 | -2   |
| 8    | Thailand Tobacco Monopoly        | 21  | 18 | 5  | 6  | 7  | 22 | 25 | -3   |
| 9    | TOT FC                           | 11  | 18 | 2  | 5  | 11 | 18 | 29 | -11  |
| 10   | Bangkok Christian College FC (P) | 9   | 18 | 2  | 3  | 13 | 16 | 44 | -28  |

|  | Qualification pour la Ligue des champions de l'AFC 2004 |
|  | Participation au barrage de promotion-relégation        |
|  | Relégation en deuxième division                         |
|  | (T) : Tenant du titre (P) : Promu de D2                 |

### Matchs

#### Barrage de promotion-relégation
| Équipe 1                       | Résultat | Équipe 2                             | Aller | Retour |
| ------------------------------ | -------- | ------------------------------------ | ----- | ------ |
| Thailand Tobacco Monopoly (D1) | 1 - 0    | (D2) Provincial Electrical Authority | 1 - 0 | 0 - 0  |

## Bilan de la saison
| Championnat de Thaïlande de football 2002-2003 |                              |
| Champion                                       | Krung Thai Bank (1er titre)  |
| Coupes et trophées                             |                              |
| Vainqueur de la Coupe de Thaïlande 2002-2003   | Non disputée                 |
| Qualifications continentales                   |                              |
| Ligue des champions de l'AFC 2004              | Krung Thai Bank              |
| Ligue des champions de l'AFC 2004              | BEC Tero Sasana              |
| Promotions et relégations                      |                              |
| Promus en Thailand Soccer League               | Royal Thai Navy FC           |
| Promus en Thailand Soccer League               | Bangkok University FC        |
| Relégués en Thai Division 1 League             | TOT FC                       |
| Relégués en Thai Division 1 League             | Bangkok Christian College FC |